# Felsritzungen am Møllerstufossen

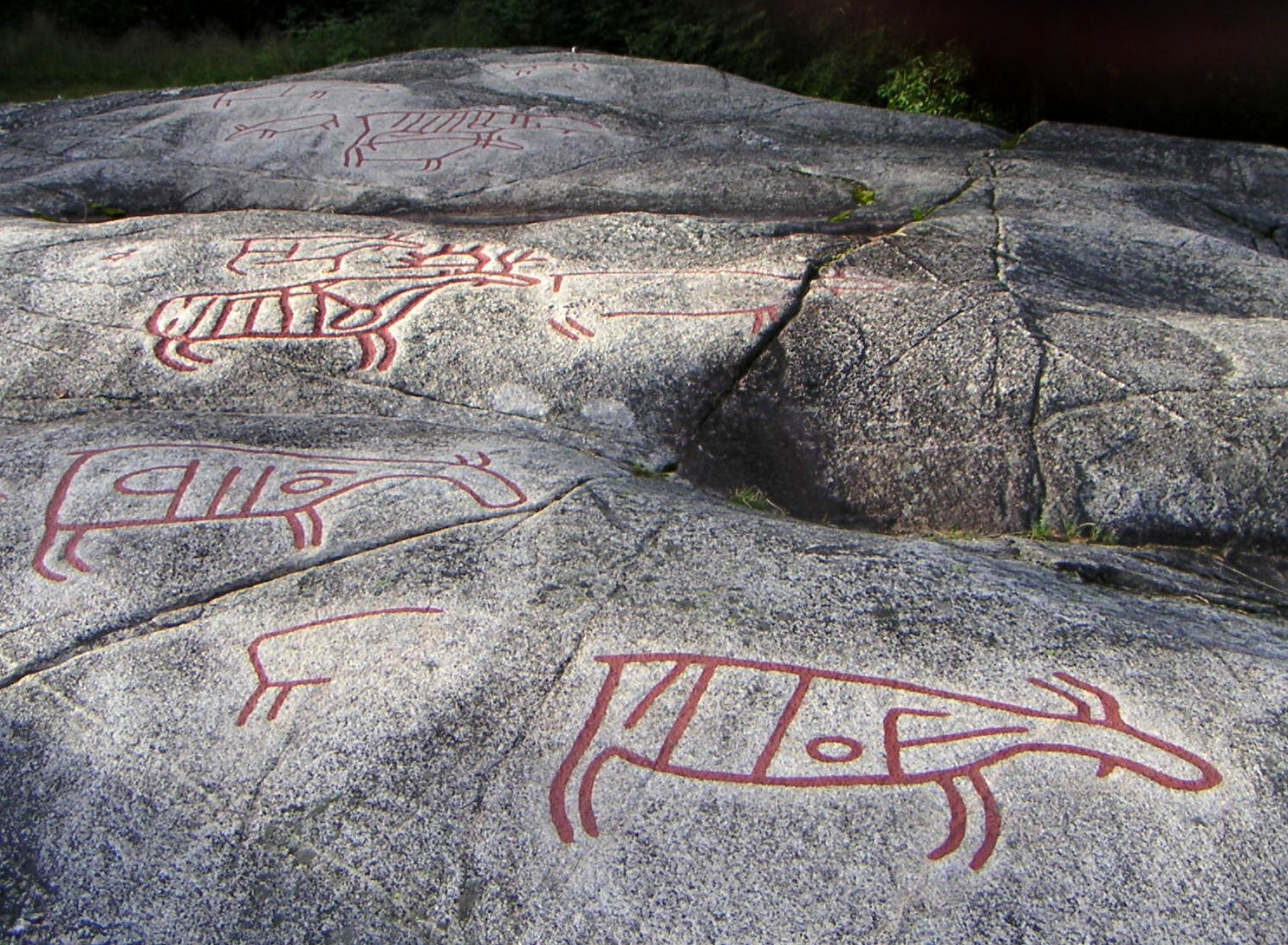
Felsritzungen am Møllerstufossen

Die Felsritzungen am Møllerstufossen (einem Wasserfall der Etna) liegen in Nord-Sinni, zwischen Dokka im Nordre Land und Aurdal in Nord-Aurdal in der Fylke Innlandet in Norwegen.
Sie bestehen aus mehreren Felsritzungen (norwegisch helleristninger) von Elchen und einem anderen Tier. Die Liegenschaft hat eine Fläche von etwa 20 m². Die größte Figur misst etwa 90 cm. Die Figuren sind tief und breit eingeschnitten und durch Ausmalung leicht zu erkennen.
Der Fluss Etna verläuft etwa 10 Meter entfernt und im Frühjahr wird das Gelände oft überflutet. Es gibt kleine Holzstege im Gelände, um den Zugang zu den Ritzungen zu erleichtern und deren Abnutzung zu begrenzen.

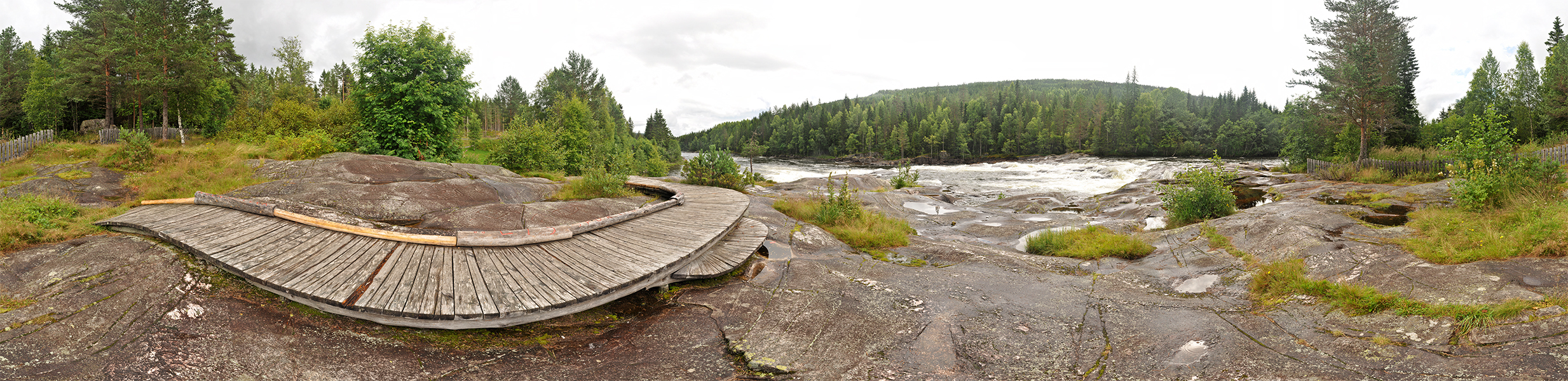
Panorama